# WR 124
WR 124는 화살자리에 있는 볼프-레이에별이다. 이 별에서 방출된 물질들이 M1-67이라는 고리형 성운을 이루고 있다. 시선속도 약 200 km/s로 우리은하에서 가장 빠른 폭주성 중 하나이다. '메릴의 별'이라고도 불린다